# José Manuel Duarte Vieira
José Manuel Duarte Vieira (* 16. April 1952 in Águas Santas, Maia; † 14. Februar 2013 in Porto) war ein portugiesischer Elektroingenieur, Manager und Behördenleiter.
Von 2008 bis 2012 war er Generaldirektor der Mota-Engil Engenharias und Geschäftsführer des Agrupamento Altavia. Im Februar 2012 wurde er als Präsident der Comissão de Coordenação e Desenvolvimento Regional do Norte (CCDR-N) eingesetzt.
Er erlag am 14. Februar 2013 im Instituto Português de Oncologia in Porto einem Krebsleiden.